# Course (cricket)
Pour les articles homonymes, voir course et run.
La course (en anglais, run) est l'unité de comptage des points au cricket. Elle sert à mesurer à la fois le score d'une équipe au cours d'un match ou d'une manche et les performances individuelles des batteurs.

## Courses marquées

### Par les batteurs
À tout moment d'une manche, il y a deux batteurs de l'équipe à la batte — celle qui doit marquer des courses — sur le terrain. Une fois que la balle est mise en jeu par un lanceur, et qu'elle a été généralement touchée par la batte du batteur qui fait face au lanceur, une course est marquée si les deux batteurs échangent de position. Deux courses sont marquées s'ils échangent deux fois de position, et ainsi de suite. La menace d'être éliminé en étant run out fait s'arrêter les batteurs.
Si le batteur qui fait face au lancer envoie la balle directement en dehors des limites du terrain, sans qu'elle ne touche le sol, son équipe marque six courses, c'est un « six ». S'il l'envoie en dehors du terrain mais qu'avant de sortir elle touche le sol ou un joueur adverse, son équipe marque quatre courses, et on parle de « four ».
Dans tous les cas, si le batteur qui fait face au lancer touche la balle avec sa batte avant de marquer ces courses, les courses marquées sur le lancer par échanges de position ou envoi de la balle en dehors des limites du terrain lui sont créditées et ajoutées à ses statistiques individuelles.

### Extras et pénalités
D'autres règles permettent à une équipe de marquer des courses. Dans les cas suivants, les courses ne sont créditées à aucun batteur mais qualifiées d'« extras ».
L'équipe à la batte marque une course si le lancer est irrégulier (no ball) ou si la balle passe trop loin du batteur (wide ball). Si le lancer est régulier, que le batteur qui lui fait face ne touche pas la balle avec sa batte, mais que son coéquipier et lui réussissent à échanger de position, les courses marquées sont alors des byes. S'il touche la balle avec son corps et qu'il n'est pas éliminé, on parle alors de leg bye.
Dans certaines situations, des courses de pénalité peuvent être accordées si l'équipe de champs se comporte de façon répréhensible. 

## Records de courses

### Records internationaux
Statistiques à jour au 21 juin 2018.
| Meilleurs totaux         | Test cricket                                                | One-day International                         | Twenty20 International                             |
| ------------------------ | ----------------------------------------------------------- | --------------------------------------------- | -------------------------------------------------- |
| Individuel en carrière   | Sachin Tendulkar,15 921 Inde                                | Sachin Tendulkar,18 426 Inde                  | Martin Guptill, + de 2 200 Nouvelle-Zélande        |
| Individuel en une manche | Brian Lara, 400* Indes occidentales contre Angleterre, 2004 | Rohit Sharma, 264 Inde contre Sri Lanka, 2014 | Aaron Finch, 159 Australie contre Angleterre, 2013 |
| Collectif en une manche  | Sri Lanka, 952/6d contre Inde, 1997                         | Angleterre, 481/6 contre Australie, 2018      | Australie, 263/3 contre Sri Lanka, 2016            |

### Records généraux
Statistiques à jour au 30 septembre 2008.
| Meilleurs totaux         | First-class cricket                                      | List A cricket                               | Twenty20                                                                   |
| ------------------------ | -------------------------------------------------------- | -------------------------------------------- | -------------------------------------------------------------------------- |
| Individuel en carrière   | Jack Hobbs, 61 760 Angleterre                            | Graham Gooch, 22 211 Angleterre              | Brad Hodge, 1 661 Australie                                                |
| Individuel en une manche | Brian Lara, 501 not out Warwickshire contre Durham, 1994 | Ali Brown, 261 Surrey contre Glamorgan, 2002 | Brendon McCullum, 158 not out Knight Riders contre Royal Challengers, 2008 |
| Collectif en une manche  | Victoria, 1107 contre Nouvelle-Galles du Sud, 1926-1927  | Surrey, 496/4 contre Gloucestershire, 2007   | Sri Lanka, 260/6 contre Kenya, 2007                                        |